# Almost in Love
Almost in Love – album kompilacyjny Elvisa Presleya, wydany w 1970 roku.

## Lista utworów
| 1.  | „Almost in Love” (Luiz Bonfá, Randy Starr) (z Live a Little, Love a Little)                                                                                                 | 2:54  |
|     | |       |
| 2.  | „Long Legged Girl (With the Short Dress On)” (Winfield Scott, J. Leslie McFarland) (z Double Trouble)                                                                       | 1:27  |
|     | |       |
| 3.  | „Edge of Reality” (Bernie Baum, Bill Giant, Florence Kaye) (z Live a Little, Love a Little)                                                                                 | 3:14  |
|     | |       |
| 4.  | „My Little Friend” (Shirl Milete) | 2:50  |
|     | |       |
| 5.  | „A Little Less Conversation” (Mac Davis, Billy Strange) (z Live a Little, Love a Little)                                                                                    | 2:00  |
|     | |       |
| 6.  | „Rubberneckin'” (Dory Jones, Bunny Warren) (z Change Of Habit) | 2:12  |
|     | |       |
| 7.  | „Clean Up Your Own Backyard” (Mac Davis, Billy Strange) (z The Trouble With Girls)                                                                                          | 3:10  |
|     | |       |
| 8.  | „U.S. Male” (Jerry Reed Hubbard) | 2:42  |
|     | |       |
| 9.  | „Charro!” (Mac Davis, Billy Strange) (z filmu o tym samym tytule) | 2:45  |
|     | |       |
| 10. | „Stay Away, Joe” (Ben Weisman, Sid Wayne) (zastąpiona przez Stay Away w ponownym wydaniu z 1973 roku oraz w wydaniu na nośniku CD z 2006 roku) (z filmu o tym samym tytule) | 2:07  |
|     | |       |
|     | | 25:21 |
|     | |       |